# Ахмед Моеїн
Ахмед Моеїн Мохаммед Доозандех, відомий переважно під коротким ім'ям Ахмед Моеїн (араб. أحمد معين, нар. 20 жовтня 1995, Доха) — катарський футболіст іранського походження, півзахисник клубу «Аль-Духаїль» та національної збірної Катару.

## Клубна кар'єра
Народився 20 жовтня 1995 року в місті Доха. Розпочав займатися футболом у місцевій футбольній школі «Aspire Academy», пізніше перейшов до юнацької команди клубу «Аль-Джаїш». Після переходу в дорослий футбол катарський клуб віддав свого вихованця до бельгійського клубу «Ейпен», в якій він провів два сезони, взявши участь у 12 матчах чемпіонату. За два роки Ахмед Моеїн повернувся до «Аль-Джаїша», виступав у команді протягом року, за який зіграв у Катарській лізі зірок 24 матчі. У 2017 році молодий катарець перейшов до клубу «Аль-Духаїль», який віддав його в оренду до іспанського клубу Сегунди «Культураль Леонеса», де грала також низка молодих катарських футболістів, утім в основі команди не заграв, і невдовзі повернувся на батьківщину. За короткий час новий клуб віддав Моеїна в оренду до іншого клубу найвищого катарського дивізіону «Катар СК», у якому Моеїн грав до 2020 року, та зіграв 33 матчі в катарській першості. У 2020—2021 роках футболіст перебував у оренді в катарському клубі «Аль-Вакра». У 2021—2022 роках Ахмед Моеїн вже на правах постійного контракту перейшов до клубу «Катар СК», утім в основі клубу не закріпився, й у 2022 році повернувся до клубу «Аль-Духаїль».

## Виступи за збірні
2014 року дебютував у складі юнацької збірної Катару, взяв участь у 6 іграх на юнацькому рівні, відзначившись одним забитим голом. У складі команди став переможцем юнацького (U-19) кубка Азії. У 2015 році Ахмед Моеїн визнаний кращим молодим гравцем Азії.
Протягом 2015—2018 років залучався до складу молодіжної збірної Катару. На молодіжному рівні зіграв у 19 офіційних матчах, забив 1 гол.
2017 року дебютував в офіційних матчах у складі національної збірної Катару. У складі команди став учасником Кубка Америки з футболу 2019 року, де катарська збірна була запрошеною серед двох команд-гостей, разом зі збірною Японії.

## Досягнення

### Командні
- Володар Кубка наслідного принца Катару: 2016, 2023
- Чемпіон Катару: 2022-23
- Володар Кубка зірок Катару: 2022-23

Збірні
- Переможець Юнацького (U-19) кубка Азії: 2014

### Особисті
- Найкращий молодий гравець Азії (1): 2015